# Apelnstedt
Apelnstedt ist ein Ortsteil der niedersächsischen Gemeinde Sickte im Landkreis Wolfenbüttel.

## Name
Erstmals erwähnt wird Apelnstedt im Jahr 1042 als Abolderstetin. 200 Jahre später hieß der Ort Apelderstede und im Laufe der Zeit bildete sich der heutige Name Apelnstedt aus. Der Ortsname geht auf Apholtra (altdeutsch: Apfelbaum) zurück.

## Geschichte
Ende des 18. Jahrhunderts hatte das Pfarrdorf Apelnstedt 129 Einwohner. Damals wurden fünf Ackerhöfe, fünf Halbspännerhöfe, sieben Kothöfe und zwei Brinksitzerstellen gezählt.
In der Dorfmitte liegt der „Linden-Thie“, ein ehemaliger Versammlungsplatz. Die Kirche im Ort entstand erst Mitte des 19. Jahrhunderts. Von der ehemaligen mittelalterlichen Kirche erinnert im Wesentlichen ein Schlussstein, der im heutigen Kirchengewölbe verbaut ist. Der Schlussstein ist mit einem siebenstrahligen Stern gestaltet, der von der Jahreszahl 1455 umschrieben ist.
Früher gehörte Apelnstedt zum Amt Salzdahlum, das später an Heinrich den Großmütigen fiel. Später wurde Apelnstedt mit Braunschweig vereinigt. Die Domäne Apelnstedt und das zugehörige Land verwaltete die Kammerpachtung zu Salzdahlum.
Am 1. März 1974 wurde Apelnstedt mit den Gemeinden Hötzum, Niedersickte, Obersickte und Volzum zur neuen Gemeinde Sickte zusammengeschlossen.
In jüngster Zeit hat sich die Einwohnerzahl des Orts durch eine nördlich gelegene Bebauung vergrößert.

## Wappen
| | Blasonierung: „Gespalten von Rot und Gold, ein Ahornblatt in verwechselten Farben.“ |
| Wappenbegründung: Das Wappen von Apelnstedt ist, was man nicht auf den ersten Blick erkennt, redend. Der Ortsname hat nicht, wie man meinen könnte, etwas mit Äpfeln zu tun, sondern bedeutet, 1042 in der Form „Abolderstetin“ überliefert, „Stätte des Feldahorns“. Die Schildteilung erinnert an den ersten nachweisbaren Grundherrn in Apelnstedt, an das Bistum Halberstadt. Als Farben wurden Rot-Gold gewählt, die herzoglich-braunschweigischen Stammwappenfarben, um der jahrhundertelangen Zugehörigkeit Apelnstedt zum Kerngebiet des Herzogtums Braunschweig zu gedenken. Das Wappen wurde von Arnold Rabbow gestaltet und von einer Bürgerversammlung am 29. Oktober 1987 einmütig angenommen. |                                                                                     |

## Nachbargemeinden
Beginnend im Nordwesten im Uhrzeigersinn grenzen an Apelnstedt Hötzum, Sickte, Neuerkerode, Volzum, Dettum, Ahlum, Atzum und Salzdahlum.